# Château de Saint-Alban
Pour les articles homonymes, voir Saint-Alban.

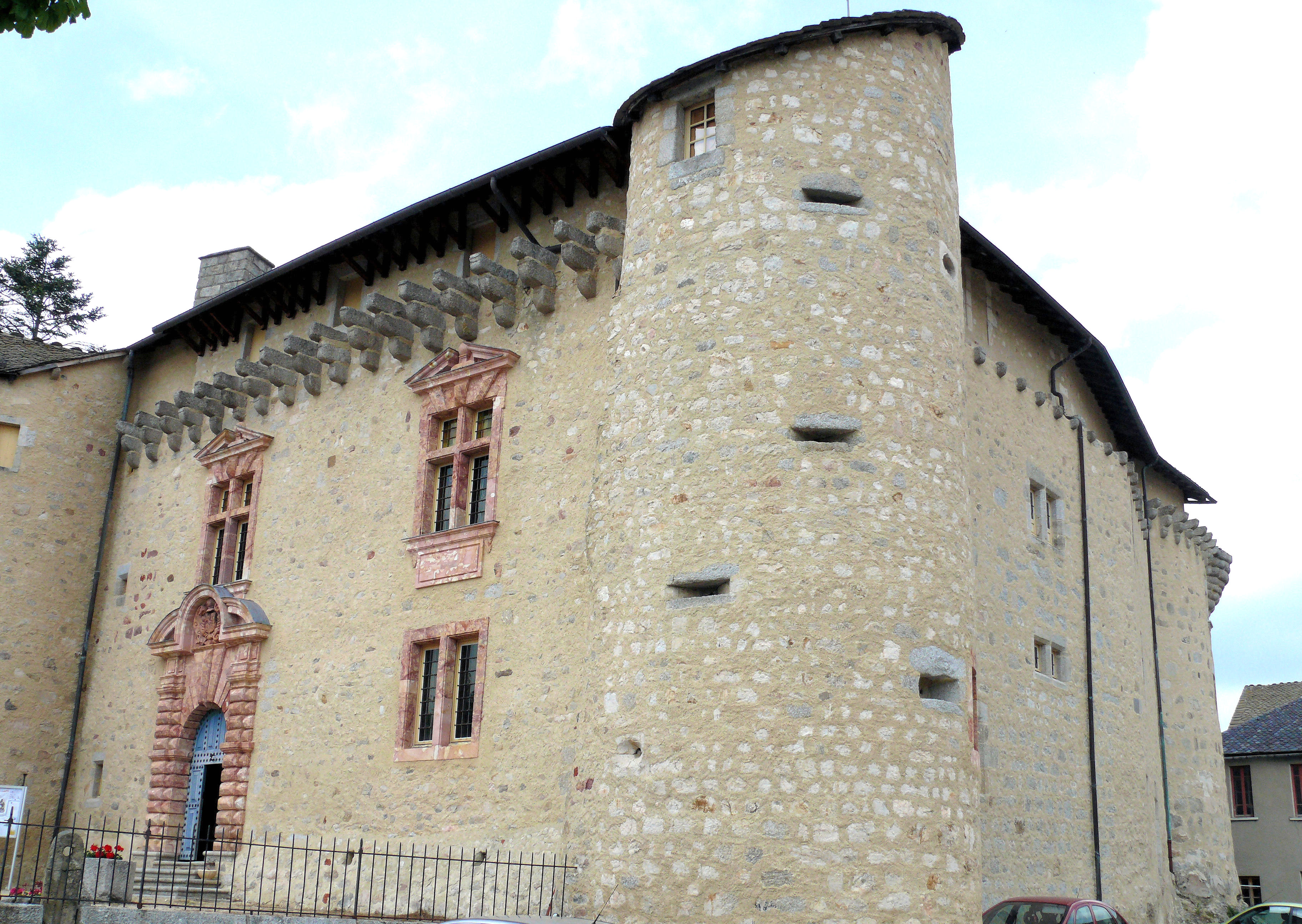
Façades sud et est.

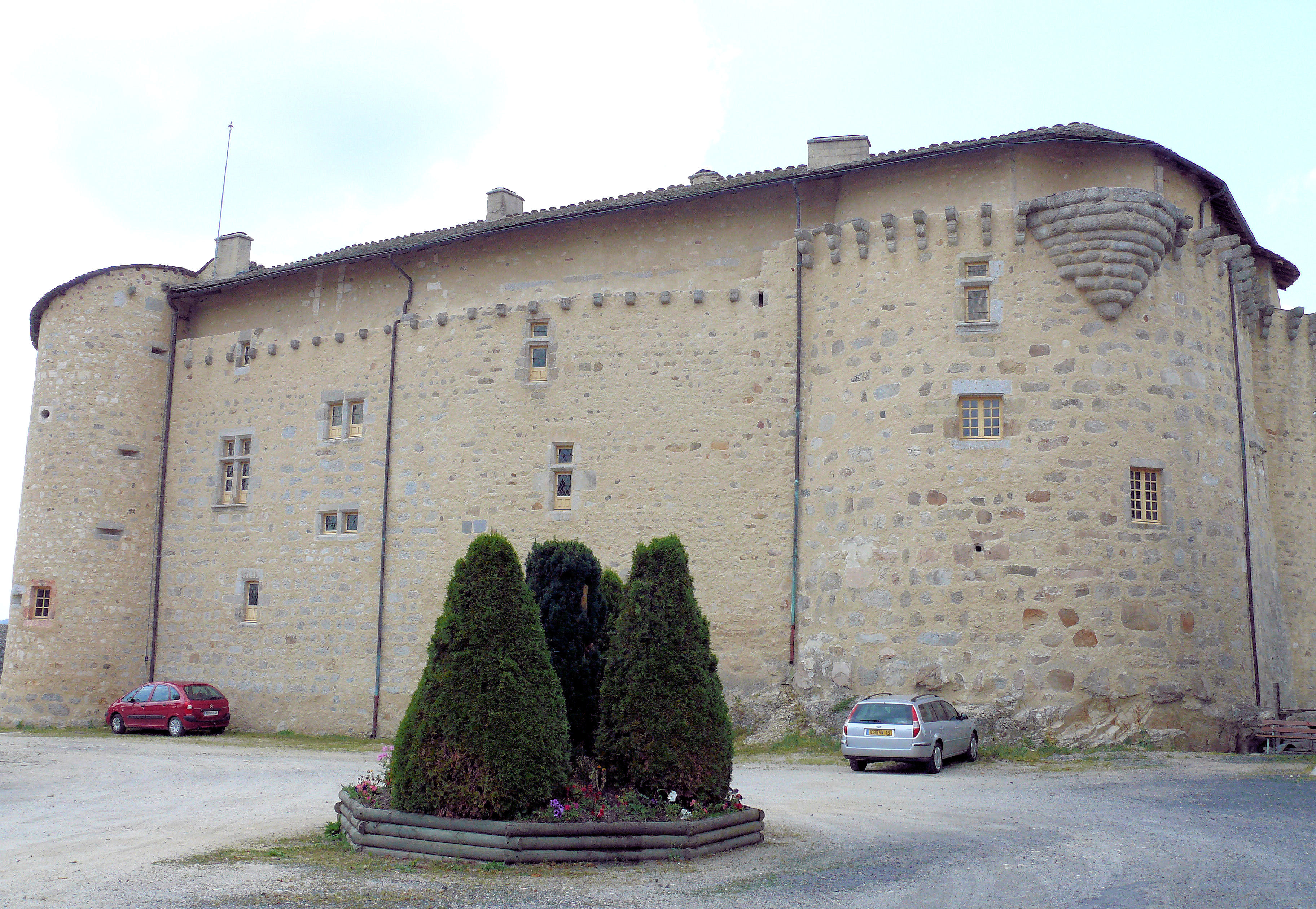
Façade est et l'angle nord-est.

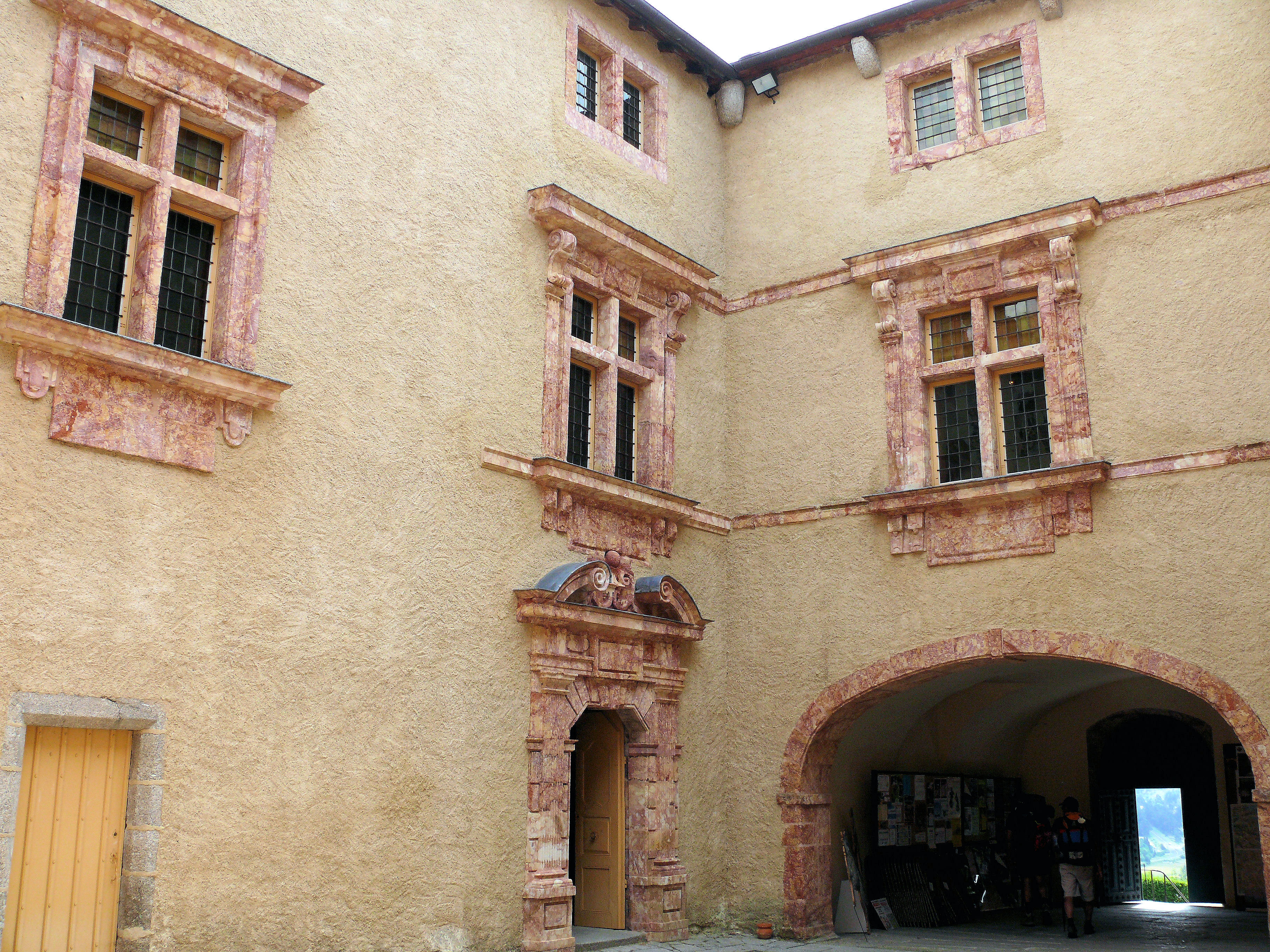
La cour et le portail de l'escalier d'honneur.

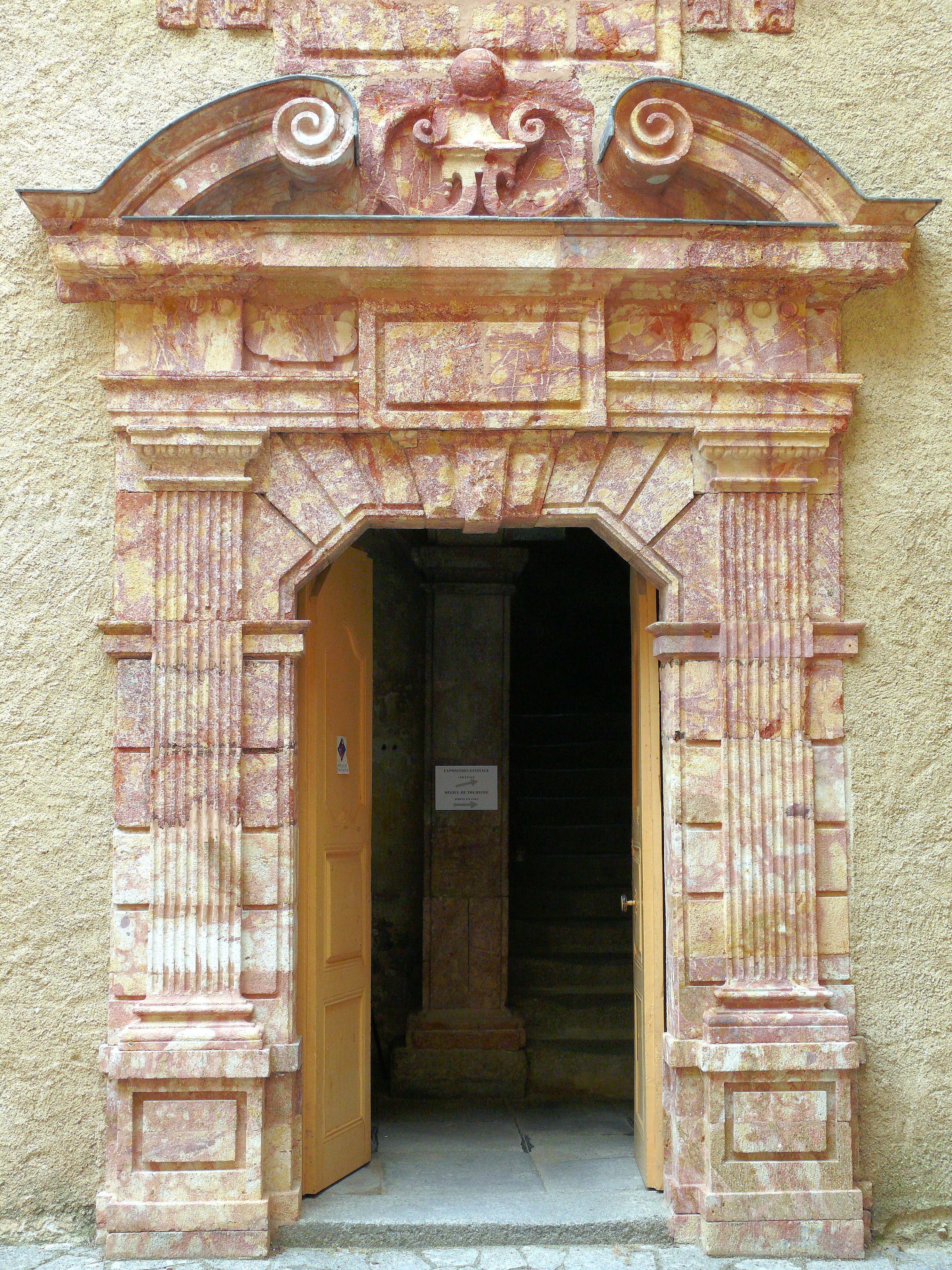
Le portail de l'escalier d'honneur.

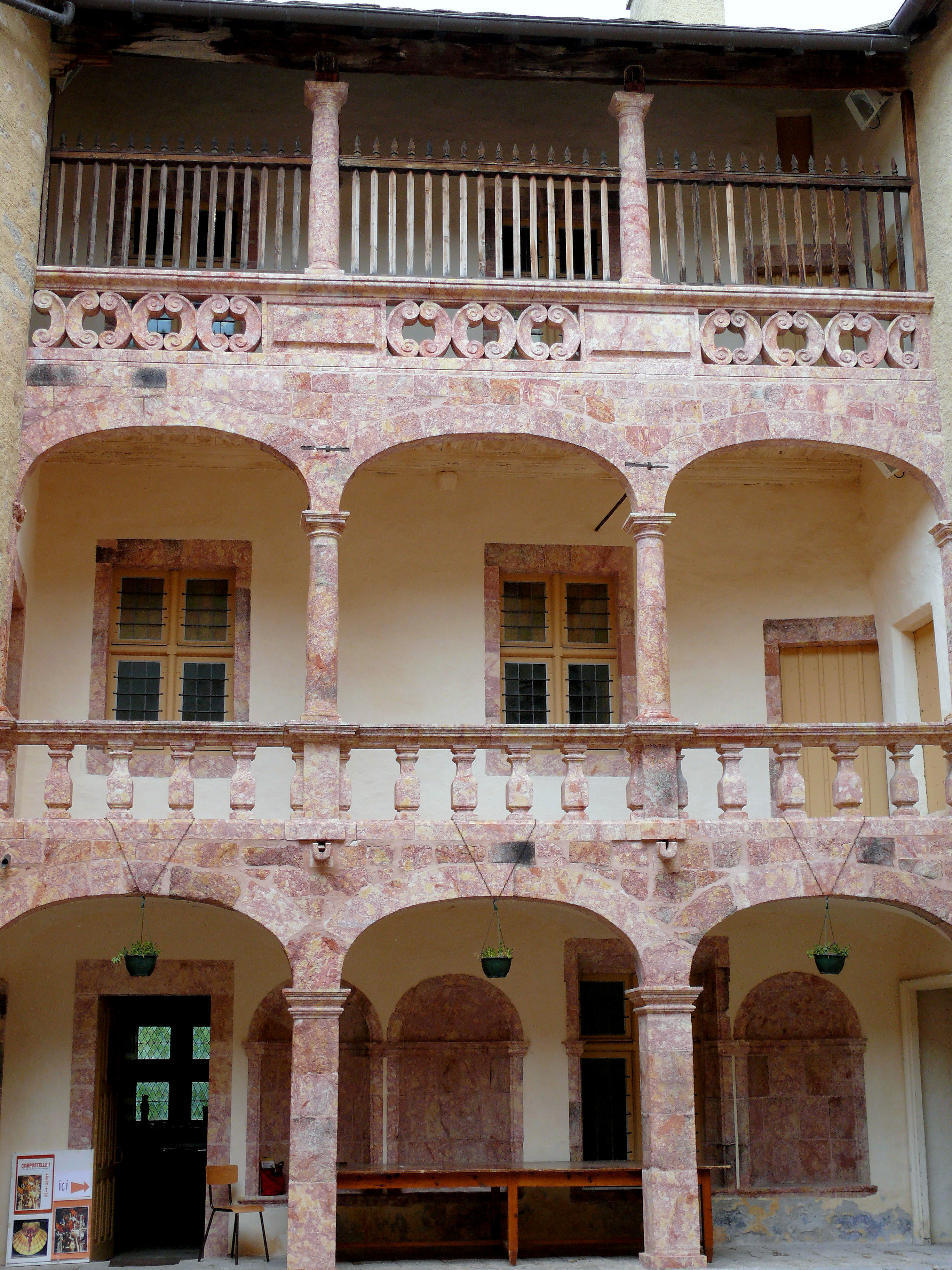
La galerie sur la cour.

Le château de Saint-Alban est un château situé à Saint-Alban-sur-Limagnole en Lozère. Il est sur le chemin de la via Podiensis, l'un des chemins du pèlerinage de Saint-Jacques-de-Compostelle. Ancienne propriété des barons d'Apchier, puis des barons de Molette de Morangiès, il est depuis 1824 utilisé comme centre psychiatrique.
Le château fait l’objet d’un classement au titre des monuments historiques depuis le 11 juillet 1942. Différentes parties de l'hôpital psychiatrique font l'objet d'une inscription par arrêté du 26 janvier 2023 : les façades et toitures de l'ancien bâtiment de l'administration, la chapelle Saint-Pierre, les façades et toitures de l'ancien bâtiment de la communauté qui jouxte la chapelle et le cimetière des fous. La chapelle Saint-Pierre y compris sa galerie d'accès, fait l'objet d'un classement par arrêté du 30 mai 2024.

## Historique

### Le château aux Apchier
La première mention de la présence du château remonte au XIIe siècle. En 1188, Guérin d'Apchier rend hommage à l'évêque de Mende Guillaume IV de Peyre. Mais il est probable qu'il ait été présent bien avant, ou qu'une forteresse médiévale l'ait précédé sur le même site. Il était situé dans la baronnie d'Apchier,  l'une des huit baronnies du Gévaudan.

### Les Louet de Calvisson

Blason de Louet de Calvisson.

Par le fil des mariages, c'est un Louet de Calvisson qui en hérite au XIVe siècle. Avec le château il reçoit également en dot la seigneurie de Saint-Alban, l'une des douze seigneuries qui avaient droit de présence aux États du Gévaudan. La présence de Louet de Calvisson est toujours visible à Saint-Alban, puisque la ville a repris les armes de la famille : palé d'azur et de gueules, semé de roses d'or brochant sur les partitions ; sur le tout d'argent au noyer arraché de sinople.

### Les Molette de Morangiès

Blason de la famille de Molette de Morangiès.

Le 19 février 1608, Marie Louet de Calvisson, dame de Saint-Alban, fille de Aymar de Louet, baron de Saint-Alban, seigneur de Montmaur, de Boutonnet, d'Ornezon, etc. et de dame Louis d'Aulzon de Montravel, épouse François de Molette, seigneur de Morangiès, de la Garde-Guérin, de Seneschas, d'Alteyrac, des Vieilles-Passes, de la Baume, co-seigneur de Villefort, marquis de Morangiès. Il reçoit la charge de commis des états de la noblesse du Gévaudan en 1613 et est nommé capitaine du château de Grèzes le 17 juin 1629. Il est aussi le premier chambellan de Gaston d'Orléans, frère de Louis XIII, le 8 janvier 1631. Il reçoit une lettre de Louis XIII, le 23 juillet 1634, à l'effet de faire l'élection des tuteurs des enfants de feu Antoine-Hercule de Bedos, marquis de Portes, vice-amiral de France, vicomte de Teyrargues, baron de Saint-Jean, tué au siège de Privas. Il fait son testament le 9 décembre 1636. Il meurt en 1637 des suites des blessures qu'il avait reçues au cours des combats contre les Espagnols au siège de Leucate. La seigneurie de Saint-Alban revient à Charles Ier de Molette,.
Les Morangiès, qui viennent de Molette près de Villefort, héritent ainsi du château. C'est eux qui vont lui donner le style Renaissance. En 1731, les terres de la baronnies de Canilhac sont vendues par acte judiciaire, peu après la mort du dernier des Canilhac qui s'était éteint célibataire. La baronnie est transférée par lettres-patentes dans les années 1740 vers Saint-Alban. Pierre-Charles, marquis de Morangiès, rachète le titre de baron pour la somme de 20 000 livres.
Saint-Alban devient le siège d'une des huit baronnies du Gévaudan, et siége aux états généraux du Languedoc.
Le marquis Pierre-Charles tombe en disgrâce après la défaite de la bataille de Rossbach, il est déchu de son rang en 1758. L'un de ses fils, Jean-François-Charles de Molette, comte de Morangiès, obtint par contrat devant notaire un certain nombre d’avantages, comme une succession avant le terme. En 1770, criblé de dettes au grand désespoir de sa famille, le comte se voit refuser l'accès du château de Saint-Alban. Assigné en justice par des créanciers, il est emprisonné à la conciergerie de Paris le 11 février 1773. Le philosophe Voltaire, ami de la famille, prend sa défense devant le Parlement de Paris,. Il se retrouve à la tête d'une immense fortune au décès de son père en avril 1774. En froid avec ses frères, il s’exile en Hollande, à Francfort puis à Metz avec son fils aîné ; avant de revenir s'installer à Saint-Alban après un second mariage. Il est assassiné par son épouse en 1801.
Un Morangiès est gouverneur de Gênes en 1811 et son nom est gravé sur l'Arc de Triomphe de l'Étoile.

### La Bête du Gévaudan

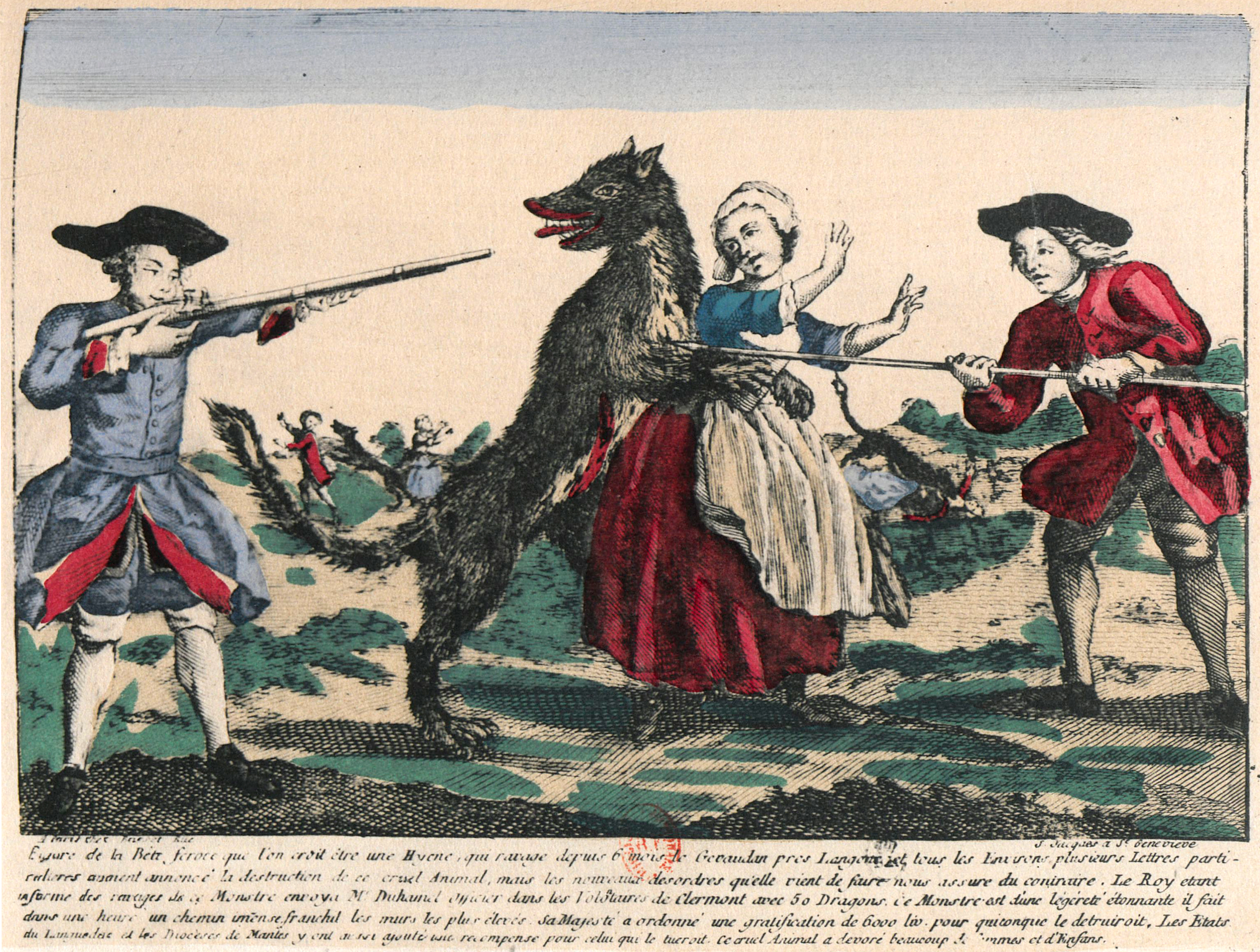
Gravure de la Bête du Gévaudan, Bibliothèque nationale, Histoire de France.

En 1764, un animal mangeur d'hommes attaque les femmes et les enfants; d'abord aux alentours de la forêt de Mercoire puis jusqu'à Auvers. De nombreux soldats, troupes royales et chasseurs distingués sont mobilisés. Les saisons se succèdent et la liste des morts s'allonge (on parle d'une centaine de morts). La rumeur évoque une hyène échappée d'un cirque, un loup-garou, voire un châtiment divin.
Le château de Saint-Alban devient l'un des points de ralliement pour organiser les battues visant à éliminer la Bête. Jean-François-Charles de Molette, comte de Morangiès, s'allie avec le syndic du diocèse de Mende (Étienne Lafont) pour commander les chasses, et se rend au chevet des blessés,. Finalement, la Bête est tuée trois ans plus tard, en 1767, par le paysan Jean Chastel de La Besseyre-Saint-Mary.
C'est à partir des années 1930 que des auteurs vont commencer à soupçonner l'intervention d'un homme dans cette histoire sanglante. Alain Decaux, Gérard Ménatory, ou Jean-Jacques Barloy évoquent un sadique opérant sous le couvert d'une haute protection. En 1992, le directeur du zoo d'Amnéville Michel Louis accuse le comte de Morangiès d'avoir dressé un chien à tuer.
La théorie faisant du comte de Morangiès un meurtrier sera reprise par plusieurs auteurs et œuvres de fiction. Elle ne repose pourtant sur aucun document historique valable ; même si l'on sait que Jean-François Charles a mené une vie dissolue (en dilapidant la fortune familiale) et connu de multiples emprisonnements.

### La reconversion du château en hôpital
En 1821, l'héritier Christophe Théodore de Morangiès se retrouve ruiné, il vend donc le château à Sylvain Boissier. Le château devient un asile d'aliénés, sous l'impulsion d'un religieux, Hilarion (de son vrai nom Joseph-Xavier Tissot), frère de l'ordre de Saint-Jean-de-Dieu. Ce dernier avait étudié la médecine et fait des séjours à l'asile de Charenton auprès de l'aliéniste Jean-Étienne Esquirol qui le disait constamment en délire. Frère Hilarion est aidé par des religieuses de Marseille et s'occupe d'abord des femmes aliénées enfermées dans les tours de la porte d'Aigues-Passes, à Mende. Mais Hilarion Tissot gère mal l'asile, aussi, à partir de 1824, le préfet de la Lozère décide son acquisition par le département.
Ce n'est qu'en 1838 qu'une loi oblige chaque département à avoir son asile pour recevoir les aliénés. Le château étant devenu rapidement trop petit, des bâtiments sont construits autour au XIXe siècle.
En 1888, le philanthrope Théophile Roussel propose d'acquérir la ferme du Villaret pour en faire une colonie agricole recevant des malades (300 en 1874 ; 600 en 1900, venant de toute la France).
En 1941, le psychiatre catalan François Tosquelles arrive à Saint-Alban. Il marquera profondément la vie de l'hôpital qui prendra d'ailleurs son nom plus tard. Durant la Seconde Guerre mondiale, outre Tosquelles, plusieurs personnalités seront internées au château. En effet, l'hôpital est alors utilisé pour accueillir aussi bien les fous que les résistants et les clandestins. Parmi ces personnalités on retrouve le philosophe Georges Canguilhem, le poète Paul Éluard, Tristan Tzara, Gaston Baissette...
Après la guerre, le château continue son développement de centre psychiatrique sous l'impulsion de Tosquelles, devenu médecin directeur en 1952. Mais en 1972 un grand incendie ravagera une partie de la toiture. Il sera par la suite restauré pour continuer sa fonction d'hôpital psychiatrique. En 1993, le conseil général de la Lozère rachète le domaine. Il est alors utilisé également comme office du tourisme, ainsi que pour héberger les collections du patrimoine du département (pièces de musée).

## Architecture
La lecture de la maçonnerie du château montre de nombreuses ruptures d'appareils traduisant les modifications qu'il a dû subir sans qu'on possède les archives permettant de dater les travaux.
Pendant la guerre de Cent Ans, le château qui appartenait à la famille d'Apcher, a été plusieurs fois assiégé par des routiers. Après 1360, les routiers envahissent le Gévaudan et font le siège du château sans le prendre. En 1414, une autre bande réussit à s'emparer du château et à faire prisonnier Béraud d'Apcher. On suppose que c'est à la suite de cette prise du château que le donjon a été rasé et les douves situées au sud et à l'est ont été comblées. Du château médiéval, il reste les parties situées nord et nord-est.
Au XIVe siècle, la façade Est est allongée vers le sud. C'est au XVe siècle que les trois tours actuelles ont été ajoutées à trois des angles du quadrilatère ormé par le château actuel. 
C'est probablement après le mariage de François de Molette avec la dame de Saint-Alban que le château a pris son apparence actuelle. Il a aménagé son château pour en faire une demeure lui permettant de recevoir dignement la noblesse du Gévaudan. Peut-être le château avait-il souffert des guerres de Religion et nécessitait de la remettre en état. Les bâtiments situés au sud et à l'ouest sont repris, et une galerie est ajoutée à l'aile nord, sur la cour. Ces transformations ont laissé les différents éléments d'architecture défensive du château du XVe siècle.
Le portail d'entrée est construit en arkose rose orangé et possède un tympan portant un écu. Les bâtiments sont disposés autour d'une cour intérieure et chaque angle est marqué d'une tour ronde. La galerie de trois étages est une des modifications datant du XVIIe siècle. Les fenêtres à meneaux sont aussi construites avec de l'arkose rose.
Le portail d'entrée reprend des éléments d'architecture tirés des livres d'architecture de Serlio. Bien que cet architecte vivait au début de la Renaissance, ses plans étaient encore utilisés en Auvergne à la fin du XVIe siècle. On peut en voir un exemple au château de Pionsat, dans le Puy-de-Dôme, commencé en 1580 et interrompu en 1610. Des ressemblances ont été notées avec l'hôtel d'Assézat de Toulouse et au château de Sévérac-le-Château. Une belle porte, datant de la même époque, donne accès à l'escalier d'honneur.
De nombreux éléments de décor peint datant des XVIIe et XVIIIe siècles sont encore visibles.

## Sources et références
1. 1 2 3  Notice no PA00103910, sur la plateforme ouverte du patrimoine, base Mérimée, ministère français de la Culture
2. ↑  Titre de courtoisie.
3. ↑  Google Livres : de Sant-Allais, Nobiliaire universel de France ou Recueil général des généalogies des maisons nobles de ce royaume, Volume 6, p. 25-26, Paris, 1815
4. ↑  Google Livres : Gustave de Burdin, Documents historiques sur la province de Gévaudan, tome premier, p. 343, Toulouse, 1846
5. ↑  X. Salomon, Les barons de Canilhac, Païs, janvier-mai 1960
6. ↑  Les Procès du comte de Morangiès, Marc Chassaigne, 1930
7. ↑  Précis du procès de M. le comte de Morangiès..., Voltaire, 1773 - Bibliothèque nationale
8. ↑  Déclaration de Voltaire sur le procès - Œuvres complètes de Voltaire, tome 29, Édition Garnier, 1879
9. ↑  R. Dumolin, « Biographie des Officiers-Généraux de la Haute-Loire : Jean-Baptiste de Morangiès, général de brigade », Annales de la Société d'agriculture, sciences, arts et commerce du Puy,‎ 1850 (lire en ligne)
10. ↑  La bête du Gévaudan, François Fabre/Jean Richard, 2006 (réédition)
11. ↑  « Toute la noblesse du pays assista à cette chasse qui était commandée par le comte de Morangiès, maréchal de camp », Le Courrier d'Avignon, février 1765.
12. ↑  La Bête du Gévaudan : Chronologie et documentation raisonnées, Alain Bonnet, 2008
13. ↑  La Bête du Gévaudan, Michel Louis, 1992
14. ↑  Serge Colin, « En marge de la Bête du Gévaudan, défense et illustration du comte de Morangiès », Bulletin historique historique publié par la Société Académique du Puy-en-Velay et de la Haute-Loire, t. LXXIX,‎ 2003, p. 107-121 (lire en ligne).
15. ↑  « Descriptif du château de Saint-Alban », notice no IA48001053, sur la plateforme ouverte du patrimoine, base Mérimée, ministère français de la Culture